# Комаровщина (Минская область)
Комаро́вщина (бел. Камароўшчына) — деревня, в составе Негорельского сельсовета Дзержинского района Минской области. Находится в 15 километрах от Дзержинска, 48 километрах от Минска, в 3 километрах от станции Негорелое.

## История
Известна с конца 18-го века, как деревня в Минском повете Минского воеводства Великого княжества Литовского. После второго раздела Речи Посполитой (1793 год) находилась в составе Российской империи.
В 1800 году насчитывается 7 дворов и 45 жителей. Комаровщина находилась в имении Койданово и принадлежала Радзивиллам.
В середине XIX — начале XX века в Койдановской волости Минского повета Минской губернии. Входила в Полоневицкую сельскую громаду. В 1876 году, находилась в имении А.И. Богдашевского. В 1897 году в деревне 11 дворов, 79 жителей.
В 1917 году, после установления советской власти, в деревне 14 дворов и 85 жителей, в этом же году была открыта школа. С 9 марта 1918 года в составе провозглашённой Белорусской Народной Республики, однако фактически находилась под контролем германской военной администрации. С 1 января 1919 года в составе Советской Социалистической Республики Белоруссия, а с 27 февраля того же года в составе Литовско-Белорусской ССР, летом 1919 года деревня была занята польскими войсками, после подписания рижского мира — в составе Белорусской ССР. С 20 августа 1924 года в Негорельском сельсовете (с 23 марта 1932 года по 14 мая 1936 года — польском национальном) Койдановского, а затем Дзержинского района Минского округа, с 31 июля 1937 по 4 февраля 1939 года — в Минской районе Минской области. В 1926 году — 21 двор, 87 жителей.
Действовала начальная школа, которая располагалась в частном здании (в 1925 году — 40 учеников), работала мельница. В 30-е годы образован колхоз.
В Великую Отечественную войну с 28 июня 1941 года по 7 июля 1944 года — под немецко-фашистской оккупацией. На фронте погибли 10 жителей деревни.
В послевоенные годы Комаровщина входила в колхоз «Красное Знамя». В 1991 году в деревне 23 дворов, 53 жителя. В 2009 году в составе филиала «Крион-Агро».
30 октября 2009 года деревня передана из ликвидированного Негорельского поселкового совета в Негорельский сельсовет.

## Население
| 45   | ↗ 79 | ↗ 92 | ↘ 85 | ↗ 87 | ↘ 53 | ↘ 33 |
| 2004 | 2010 | 2017 | 2018 | 2020 | 2022 | 2024 |
| ↘ 31 | ↘ 27 | ↘ 16 | ↘ 13 | ↘ 12 | ↘ 11 | ↗ 15 |